# 나쓰타촌
나쓰타촌(南都田村)은 이와테현 이사와군에 설치되었던 촌이다. 현재의 오슈시에 해당한다.